# Dombeya tremula
Dombeya tremula är en malvaväxtart som beskrevs av Bénédict Pierre Georges Hochreutiner. Dombeya tremula ingår i släktet Dombeya och familjen malvaväxter. Inga underarter finns listade i Catalogue of Life.